# The Heavy Circles
The Heavy Circles, amerikanskt rockduo bildad av Edie Brickell och Harper Simon i New York 2006. Duon gav ut sitt självbetitlade debutalbum 12 februari 2008.
Albumet har gästartister som Sean Lennon, Martha Wainwright, Money Mark och Yuka Honda.

## Diskografi
Studioalbum
- 2008 – The Heavy Circles

Låtlista
1. "Henri" – 2:47
2. "Better" – 3:10
3. "Ready to Play" – 3:45
4. "Confused" – 3:57
5. "Easier" – 4:31
6. "Maximo" – 3:07
7. "Wait and Wait" – 4:14
8. "Need a Friend" – 3:06
9. "Dynamite Child" – 1:45
10. "Oh Darling" – 3:52